# Trio Medusa

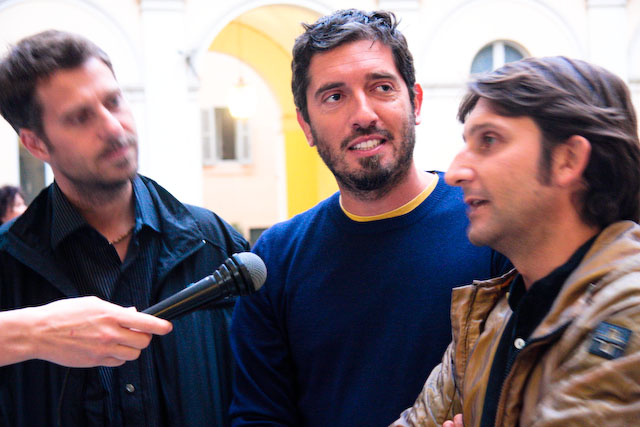
Il Trio Medusa nel 2009 alla Settimana Internet @ Roma; da sinistra: Gabriele Corsi, Furio Corsetti e Giorgio Daviddi

Il Trio Medusa è un trio di comici, composto da Gabriele Corsi, Furio Corsetti e Giorgio Daviddi. Divenuti famosi grazie al programma televisivo Le Iene, hanno lavorato in TV per i programmi Quelli che il calcio (Rai 2) e Pop App (Deejay TV) e conducono il programma radiofonico Chiamate Roma Triuno Triuno, in onda quotidianamente dalle 7:30 alle 9:00 su Radio DeeJay.

## Storia del trio
In seguito, Gabriele Corsi vince un concorso per giovani talenti al Tappeto volante di Luciano Rispoli sull'emittente televisiva Telemontecarlo.
Insieme cominciano la carriera di speaker radiofonici: dal 1994 al 1998 in piccole emittenti locali, poi a Radio Capital, Rai Radio 2, e - dal 2002 - a Radio Deejay, dove conducono oggi quotidianamente il programma Chiamate Roma Triuno Triuno. Sono contraddistinti da una comicità irriverente che ha irritato molte personalità politiche e dello spettacolo, da loro prese di mira. Tra queste vi è il critico d'arte e politico Vittorio Sgarbi, che in una puntata de Le Iene li ha ripetutamente insultati, diventato il bersaglio preferito dei tre (il titolo del libro Culattoni e raccomandati è tratto proprio da un epiteto che Sgarbi rivolse al trio). Fra le tante gag è da ricordare quella in cui fanno domande imbarazzanti a personaggi del mondo dello spettacolo e della politica, dai quali, inevitabilmente, ricevono delle risposte di circostanza poco credibili che il trio sottolinea scoppiando contemporaneamente in sonore risate.
Nel 2006 cantano una piccola parte nel brano di Simone Cristicchi Ombrelloni. Sono stati premiati per sei anni di fila con l'Oscar della TV per Le Iene. Nella stagione 2008-2009 hanno commentato Takeshi's Castle per GXT. Dal marzo 2009 sono entrati nel cast di Parla con me su Rai 3: prima nell'inedita veste di tre papà moderni che raccontano il mondo di oggi a un figlio attraverso fiabe assurde, poi - nella stagione 2009-2010 - come "ausiliari dei TG 1", incaricati di approfondire le notizie più improbabili diramate dal telegiornale della prima rete di stato italiana. Dal 2009 conducono, insieme al geologo e primo ricercatore del CNR Mario Tozzi, La gaia scienza su LA7, format di Cristoforo Gorno che coniuga divulgazione scientifica e intrattenimento.

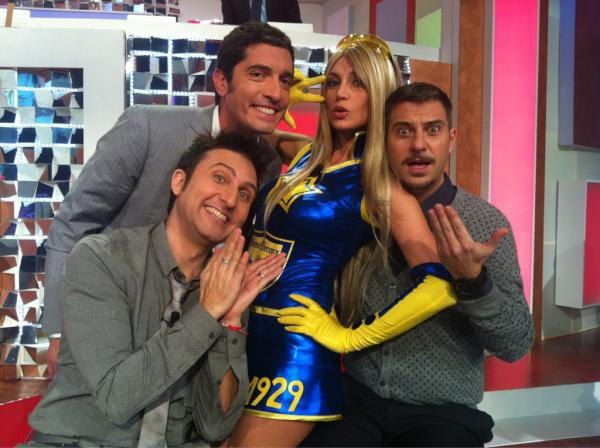
Il Trio Medusa a Quelli che il calcio nel 2011, insieme alla cosplayer Giorgia Vecchini.

Si sono occupati spesso del tema degli incidenti sul lavoro, tanto da aver ricevuto una menzione speciale da Articolo 21. Scrivono per il mensile XL. In qualità di attori hanno fatto piccoli camei in Febbre da cavallo - La mandrakata e nella seconda stagione di Boris. Hanno recitato anche in Natale a casa Deejay. Gabriele Corsi ha recitato in alcuni episodi della serie TV Il maresciallo Rocca, interpretando un carabiniere. Tra gli altri riconoscimenti, hanno vinto anche il Premio Massimo Troisi, il Premio per la Satira Politica di Forte dei Marmi e il Premio Braille per l'impegno pubblico nel trattare temi sociali come la disabilità. Sono testimonial dell'organizzazione umanitaria Cesvi.
Nel 2007 compaiono nel videoclip del singolo Troppo avanti del rapper romano Piotta. Nel 2008 hanno realizzato la campagna pubblicitaria del prodotto Tronky della Ferrero. Hanno doppiato il cartone animato Sons of Butcher e tre strambi robot nel film Astro Boy. Tra la fine del 2009 e gli inizi del 2010 sono i protagonisti de Una cena di Natale quasi perfetta affiancati da Andrea Lehotská.
Dal settembre 2011 fino a maggio 2013 fanno parte del cast di Quelli che il calcio condotto da Victoria Cabello. Dal 10 maggio 2012 per due puntate conducono con Laura Barriales il programma Italia Coast2Coast, nella prima serata di Rai 2. Nel 2014 entrano a far parte del cast di Zelig. Nel 2015, affiancano Ilary Blasi e Teo Mammucari alla guida della stagione 2015-2016 de Le iene, dove sostituiscono la Gialappa's Band passata a Quelli che il calcio su Rai 2. Poi nel 2017 conducono su Spike, Wipeout - Pronti a tutto!, dal lunedì al venerdì con 3 concorrenti e 6 sconosciuti.
Ogni lunedì mattina, durante il loro programma Chiamate Roma Triuno Triuno, va in onda la rubrica di successo sulle "canzoni travisate", brani musicali segnalati dagli ascoltatori che presentano determinate parti in cui le parole effettive suonano come altre parole, in genere provenienti da una lingua diversa da quella in cui è cantata la canzone. La rubrica è stata riproposta dal Trio anche durante le loro apparizioni televisive come in Quelli che il calcio. 
Gabriele Corsi conduce in solitaria i programmi Deal With It - Stai al gioco e Don't Forget the Lyrics! - Stai sul pezzo, entrambi in onda sul Nove. Tuttavia, a Deal With It, partecipano in alcune puntate anche i suoi colleghi Furio Corsetti e Giorgio Daviddi.

## Televisione
- Le iene (Italia 1, 1999-2008, 2015, 2018, 2019)
- Premio italiano della musica (Italia 1, 2002)
- Takeshi's Castle (GXT, 2008-2009; Comedy Central, dal 2018)
- Boris stagione 2, episodio 5, (2008)
- Parla con me (Rai 3, 2009-2010)
- La gaia scienza (LA7, 2009-2010)
- Una cena di Natale quasi perfetta (Sky Uno, 2009-2010)
- Quelli che il calcio (Rai 2, 2011-2013)
- Italia Coast2Coast (Rai 2, 2012)
- Zelig (Canale 5, 2014)
- Trio Medusa late show (Italia 1, 2015)
- Wipeout - Pronti a tutto! (Spike, dal 2017)
- Amore in quarantena (Rai 1, 2020)

## Filmografia

### Cinema
- Febbre da cavallo - La mandrakata, regia di Carlo Vanzina (2002)
- 10 regole per fare innamorare, regia di Cristiano Bortone (2012)

### Televisione
- Boris (2008) - episodio 2x05

### Doppiaggio

#### Cinema
- Astro Boy (2009)

#### Cartoni animati
- Sons of Butcher (2005-2006)

### Videoclip
- Ombrelloni, di Simone Cristicchi (2006)
- Troppo Avanti, di Piotta (2007)

### Pubblicità
- Tronky (2008)

## Radio
- Chiamate Roma Triuno Triuno (Radio Deejay, 2002-in corso)

## Libri
- Trio Medusa, Culattoni e raccomandati. La vera storia del Trio Medusa, Piemme, p. 219, ISBN 8838487790, 2005.